# Hochdonn
Hochdonn er en by og kommune i det nordlige Tyskland, beliggende i Amt Burg-Sankt Michaelisdonn under Kreis Dithmarschen. Kreis Dithmarschen ligger i den sydvestlige del af delstaten Slesvig-Holsten.

## Geografi
Kommunen ligger ved Kielerkanalen.

### Nabokommuner
Nabokommuner er (med uret fra nord) Holstenniendorf og Gribbohm (begge i Kreis Steinburg) samt Burg (Dithmarschen), Großenrade og Eggstedt (alle i Kreis Dithmarschen).